# Thuyết tàu vũ trụ Mặt trăng

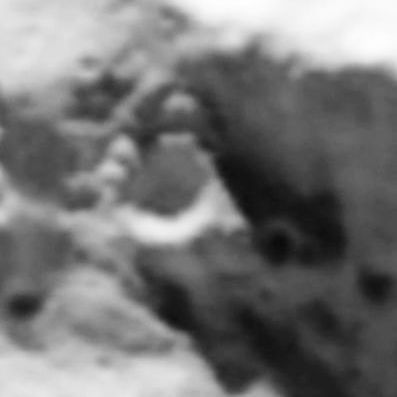
Cực nam Mặt Trăng(phóng to).

Thuyết tàu vũ trụ Mặt Trăng, hay thuyết Vasin-Shcherbakov là một lý thuyết âm mưu, giả khoa học cho rằng Mặt Trăng thực sự có thể là một tàu vũ trụ ngoài hành tinh. Thuyết này được đưa ra bởi hai thành viên Viện Hàn lâm Khoa học Nga, Michael Vasin và Alexander Shcherbakov, trong một bài báo vào tháng 7 năm 1970 dưới tiêu đề: "Phải chăng Mặt Trăng tạo vật của người ngoài hành tinh?".
Luận điểm của Vasin và Shcherbakov là Mặt Trăng là một hành tinh nhỏ được đào rỗng bởi một kỹ thuật vượt trội so với loài người. Các cỗ máy khổng lồ được dùng làm tan đá và tạo ra các cấu trúc rỗng bên trong Mặt Trăng, dung nham nóng chảy được phun ra trên bề mặt, tạo thành một lớp vỏ kép cho con tàu: thân tàu và một lớp vỏ đá-xỉ kim loại. "Tàu vũ trụ Mặt Trăng" này sau đó được đưa vào quỹ đạo của Trái Đất vì một lý do không rõ nào đó.
Năm 1975, Don Wilson xuất bản cuốn sách "Bí ẩn Tàu vũ trụ Mặt Trăng của chúng ta", trong đó ông biên soạn những gì ông coi là chứng cứ hỗ trợ cho lý thuyết này.

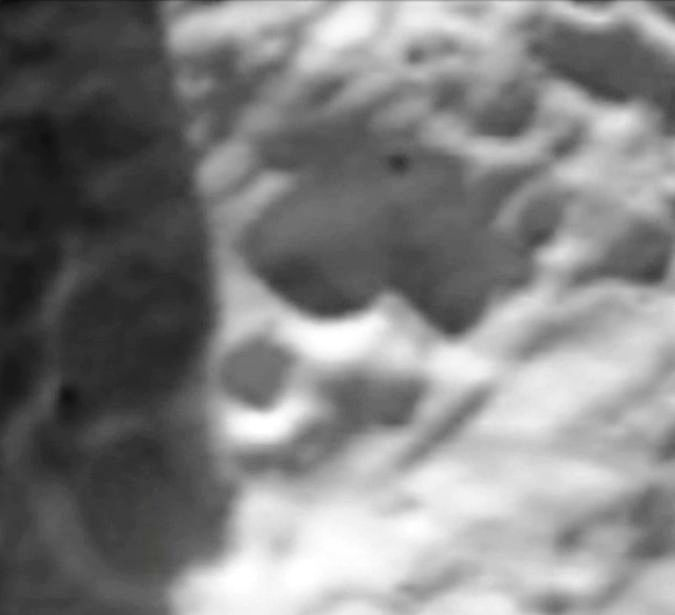
Cực nam Mặt Trăng

## Tàu vũ trụ Mặt Trăng trong văn học
Trong bộ truyện khoa học viễn tưởng Những người thừa kế của đế quốc của tác giả David Weber, Mặt Trăng thực tế là một tàu không gian khổng lồ đến từ 50 000 năm trước. Dân cư hiện nay trên Trái Đất là hậu duệ của thủy thủ đoàn trong con tàu, những người đã rời bỏ nó sau khi nó bị hư hại trong một cuộc binh biến. Trong sách Mặt Trăng được mô tả là một cấu trúc nhân tạo được phủ lên một lớp vỏ đá với mục đích ngụy trang. Ba tập trong bộ truyện là Nổi loạn ở Mặt Trăng, The Armageddon Inheritance và Những người thừa kế của đế quốc.